# Trofeu Vicente Bosch
El Trofeu Vicente Bosch, conegut popularment també com Torneig llampec de Badalona, va ser un torneig de basquetbol organitzat per la Unió Gimnàstica i Esportiva de Badalona entre els anys 1940 i 1958 impulsat pel l'esportista local Santiago Schilt. Rebia el nom del Sr. Vicente Bosch, propietari de la fàbrica badalonina de l'Anís del Mono qui va donar el trofeu per a l'equip campió. La darrera edició del torneig, la divuitena, es va celebrar també sota la denominació «Trofeo Conservas Puig».
Se celebrà sempre en els mesos d'estiu un cop acabades les competicions oficials de la temporada. El torneig es disputava en una mateixa nit sota el sistema de torneig llampec, amb els partits de les fases eliminatòries de corta durada i una final que es disputava amb el temps reglamentari. A les primeres edicions els partits d'aquestes rondes eliminatòries tenien una durada de vint minuts, durada que es va anar escurçant amb el pas de les edicions fins a la darrera, en que van durar tan sols deu. Entre els equips participants es repartien diversos premis, com ara l'equip finalista, que rebia una copa anomenada «Consolació» els primers anys, i «Trofeig Santiago Schilt» després. També s'hi entregaven guardons al millor jugador i al màxim encistellador.

## Edicions
La primera edició es va celebrar el 10 d'agost de 1940. El campió va ser el RCD Espanyol, que va derrotar a la final al Joventut (25–21). El màxim anotador de la final va ser Baró, del Joventut, amb 16 punts. A les primeres eliminatòries el Montgat va perdre amb el Joventut (6–13), el BIM va perdre davant la Unió Gimnàstica B (9–12), l'Espanyol va derrotar a la Unió Gimnàstica A (18–5) i el Centre Catòlic al Laietà (10–9). A semifinals el Joventut va derrotar la Gimnàstica (13–5) i l'Espanyol va fer el mateix amb el Centre Catòlic (12–8).
La segona edició, que es va disputar el 4 d'agost, va ser guanyada pel BC Hospitalet, vigent subcampió d'Espanya, al derrotar a la final al Centre Catòlic per 38 a 15. A les semifinals l'Hospitalet havia derrotat el Laietà (17–11) i el Centre Catòlic a la Gimnàstica local (12–15). Els resultats de les eliminatòries prèvies van ser: Gimnàstica 18 – Montgat 16, Centre Catòlic 6 – BIM 4, Laietà 18 – Barcelona 16, i Hospitalet 20 – Espanyol 10. La premsa va destacar un jove jugador del Laietà, que tan sols amb 16 anys començava a despuntar, i que es va començar a mostrar com una de les grans esperances del basquetbol català: Kucharski. El màxim anotador de la competició va ser Sanahuja, de l'Hospitalet, amb 30 punts.
La tercera edició (1 d'agost de 1942) també va ser guanyada per l'Hospitalet, derrotant a la final el Montgat per un ajustat 35 a 34. Els tres màxims anotadors de la final van ser, amb dotze punts tots ells, Josep, de l'Hospitalet, i Rodríguez i Pagán, del Montgat. A les semifinals el Montgat va eliminar a la Gimnàstica (21–20) i l'Hospitalet a l'Espanyol (18–13). A les eliminatòries prèvies, el Montgat havia derrotat el Joventut (25–16), la Gimnàstica al Sants (14–8), l'Hospitalet al Círcol Catòlic (19–16) i l'Espanyol al BIM (16–10).
La quarta edició es va celebrar el dia 7 d'agost de 1943, resultant campiona per primera vegada l'equip amfitrió: la Unió Gimnàstica i Esportiva de Badalona, derrotant a la final al RCD Espanyol per 26 a 25. La Gimnàstica es va desfer del Círcol Catòlic per 20 a 6, i del Sabadell per 23 a 10; el Sabadell havia superat la ronda de quarts desfent-se de l'Atlético per 15 a 8. L'Espanyol per la seva banda havia derrotat primer el BIM per 19 a 8 i després al Joventut per 14 a 13; l'equip badalonía havia guanyat abans al Montgat per 16 a 7.
La cinquena edició, disputada el 5 d'agost de 1944, va tornar a ser guanyada per un equip badaloní, per aquesta vegada va ser el Círcol Catòlic l'equip vencedor, derrotant a la final el BIM per 42 a 24. L'equip de Sants havia derrotat prèviament a la Unió Gimnàstica a quarts (16–14) i al Joventut a semifinals (21–12). El Círcol va arribar a la final guanyant el Calella per 24 a 8; a quarts de final havia passat de ronda per la incomparecència de l'Atlético, que igual que l'Español no van arribar a temps per a l'inici del torneig.
El 4 d'agost es va celebrar la sisena edició, que va ser guanyada per la UE Montgat derrotant a la final als amfitrions per 35 a 21. Els campions del torneig van derrotar prèviament al Joventut (16–8) i a l'Espanyol (20–8). Es va inaugurar en aquesta edició un premi al millor anotador, que es va entregar al màxim anotador d'entre tots els partits de la primera fase. El campió va ser Esparza, jugador de l'Espanyol, qui va anotar 15 punts davant el BIM.
El 1946 no s'hi va celebrar, i el 1947 el Montgat es va imposar a la final al Joventut. El club verd-i-negre encadenà cinc títols de manera gairebé consecutiva (el Sant Josep el guanyà el 1949) fins a l'any 1954, any en què el Barcelona va agafar l'alternativa.
L'any 1949 va participar per primera vegada un equip estranger: el Stade Bordeaux. Amb la participació d'aquest equip francès el torneig agafava per primera vegada la denominació d'internacional.
A partir de 1952 i durant uns anys es va disputar a la pista del Joventut, cedida per l'ocasió. Va ser el mateix Joventut qui va guanyar aquesta edició derrotant en quarts de final al Sant Adrià (23–13), en semifinals al Barcelona (30–20), i en la final al Sant Josep (53–40).
L'any 1957 durant la celebració del torneig li va ser entregada a Santiago Schilt la Medalla al Mèrit Esportiu de la Federació Espanyola de Basquetbol.
| Edició | Any  | Campió         | Finalista                 | Resultat |
| ------ | ---- | -------------- | ------------------------- | -------- |
| I      | 1940 | RCD Espanyol   | Joventut                  | 25–21    |
| II     | 1941 | CB Hospitalet  | Centre Catòlic Hospitalet | 38–15    |
| III    | 1942 | CB Hospitalet  | UE Montgat                | 35–34    |
| IV     | 1943 | UGE Badalona   | RCD Espanyol              | 26–25    |
| V      | 1944 | Círcol Catòlic | BIM                       | 42–24    |
| VI     | 1945 | UE Montgat     | UGE Badalona              | 35–21    |
| VII    | 1947 | UE Montgat     | Joventut                  |          |
| VIII   | 1948 | Joventut       | UE Montgat                | 35–33    |
| IX     | 1949 | CP Sant Josep  | CB Sant Adrià             | 25–15    |
| X      | 1950 | Joventut       | UE Montgat                | 45–44    |
| XI     | 1951 | Joventut       | CB Santa Coloma           |          |
| XII    | 1952 | Joventut       | CP Sant Josep             | 53–40    |
| XIII   | 1953 | Joventut       | RCD Espanyol              | 69–49    |
| XIV    | 1954 | FC Barcelona   | CB Sant Adrià             | 21–11    |
| XV     | 1955 | CB Aismalíbar  | CB Sant Adrià             | 32–11    |
| XVI    | 1956 | FC Barcelona   | BIM                       | 38–31    |
| XVII   | 1957 | CB Aismalíbar  | CB Orillo Verde           | 53–48    |
| XVIII  | 1958 | UE Montgat     | Círcol Catòlic Badalona   | 41–22    |